# Ethmia quadrillella
Ethmia quadrillella là một loài bướm đêm thuộc họ Ethmiidae, được tìm thấy ở Eurasia.
Sải cánh dài 15–19 mm. Bướm bay từ tháng 5 đến giữa tháng 9 làm một hoặc 2 đợt.
Chúng ăn các loài Symphytum, Myosotis và Pulmonaria officinalis.

## Hình ảnh

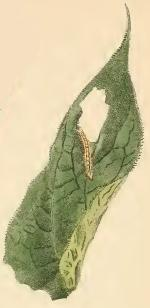
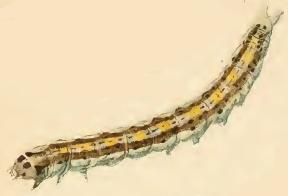
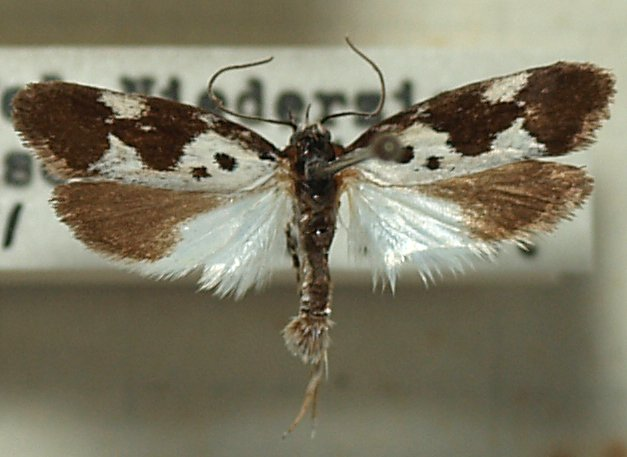
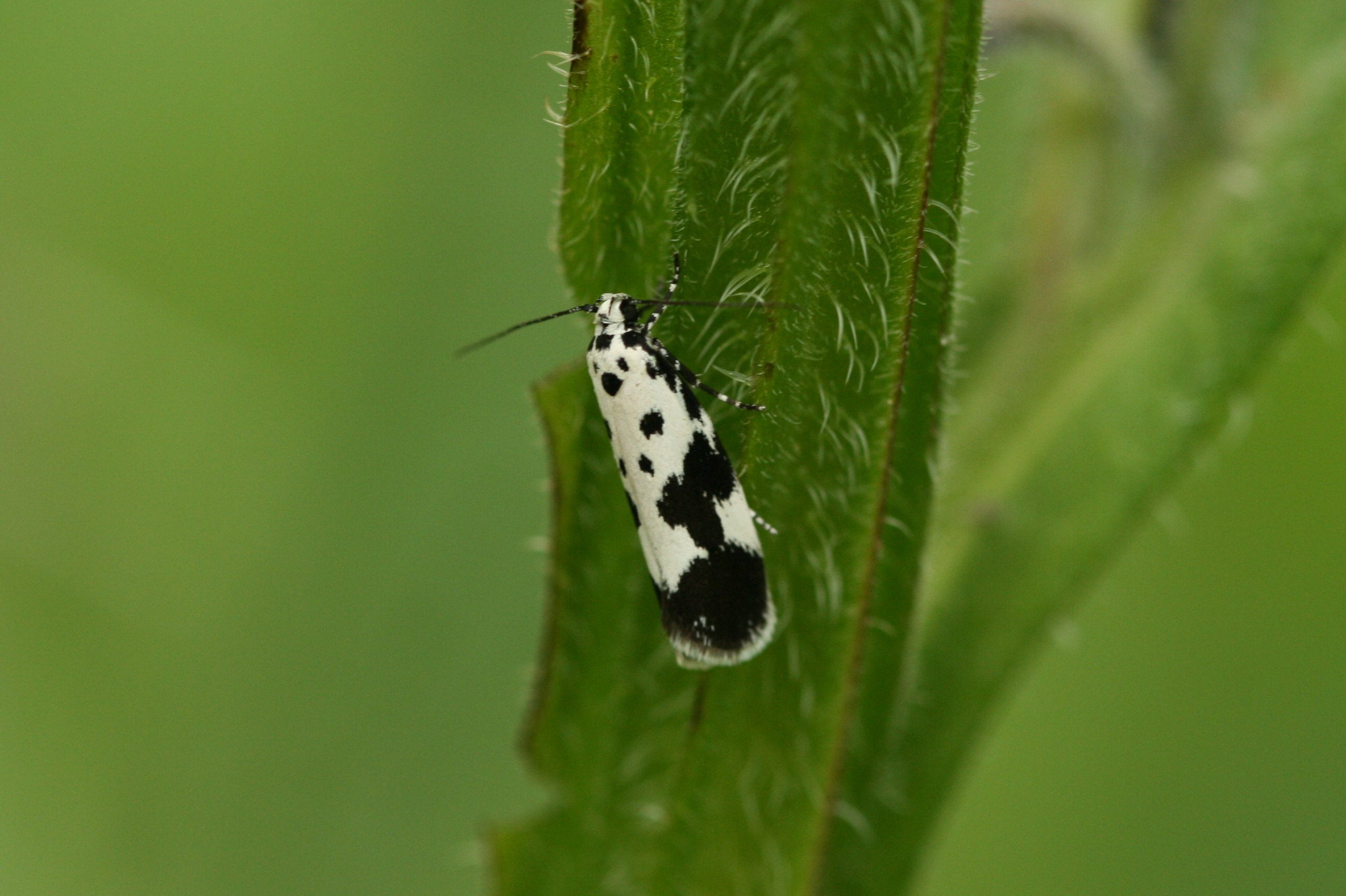

## Phụ loài
Có 3 phụ loài đã được miêu tả:
- E. q. quadrillela – ở miền bắc
- E. q. canuisella – ở tây nam (miền nam Pháp, Ý)
- E. q. luctuosella – Tiểu Á